# Russell A. Miller

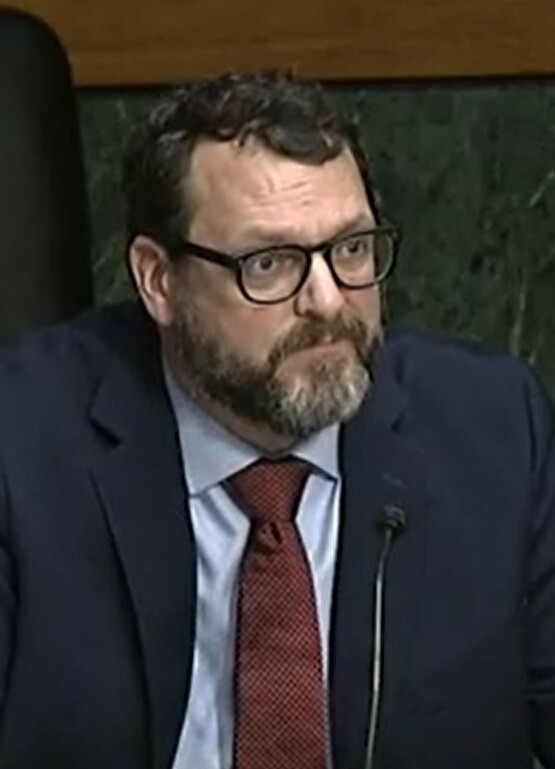
Russell A. Miller

Russell A. Miller (* 1969) ist ein US-amerikanischer Jurist, Hochschullehrer, Autor und Herausgeber.

## Leben
Miller wuchs in den Kleinstädten Priest River (Idaho) und Salmon (Idaho) auf, bevor er zum Studium des Fachs Englische Literatur an die Washington State University ging. Dort schloss er 1991 mit der Note cum laude ab. 1994 promovierte er im Fach Rechtswissenschaften mit dem Grad J. D. und erhielt einen Master-of-Arts-Abschluss an der Duke University in Durham (North Carolina).
In den Jahren 1999 bis 2000 war Miller ein Fellow der Robert-Bosch-Stiftung. 2002 erlangte er in Frankfurt am Main an der Goethe-Universität den akademischen Grad LL. M. (Master of Laws) und konnte bis 2002 als Volontär am Bundesverfassungsgericht in Karlsruhe und am Europäischen Gerichtshof für Menschenrechte in Straßburg arbeiten.
Nach seinen Studien arbeitete Miller am östlichen United States District Court im Bundesstaat Washington und ging danach als Dozent an die University of Idaho in Moscow (Idaho). 2008 wurde er an die juristische Fakultät der privaten Washington and Lee University in Lexington, Virginia berufen. Dort lehrt er Vergleichende Rechtstheorien und -methoden, Vergleichendes Verfassungsrecht, Internationales Öffentliches Recht und deutsches Recht.
Miller erhielt im Wintersemester 2009/2010 ein Aufenthalts- und Forschungsstipendium im Rahmen des Fulbright-Programms für das Max-Planck-Institut für ausländisches öffentliches Recht und Völkerrecht in Heidelberg. Er ist Gründer und Herausgeber des 1999 begründeten German Law Journal und wurde 2013 zum Fellow am Kompetenznetzwerk für das Recht der zivilen Sicherheit in Europa an der Universität Freiburg ernannt.
2020 erhielt er von der juristischen Fakultät der Universität Münster den Humboldt-Forschungspreis.

## Veröffentlichungen
Miller ist mit seinen Beiträgen in Zeitungen und Zeitschriften wie der Los Angeles Times, der FAZ und Der Spiegel bekannt. Zu seinen Büchern zählt das 2012 zusammen mit Donald P. Kommers veröffentlichte The Constitutional Jurisprudence of the Federal Republic of Germany, das 2012 in dritter Auflage in der Duke University Press erschien.